# 強制失踪
強制失踪（きょうせいしっそう）とは、国や政府権力者の指示で動く個人・組織によって行われた逮捕・拘禁・拉致後に所在が隠蔽され、法の保護から外れた状態になることである。
2006年12月20日の第61回国連総会で採択された強制失踪からのすべての者の保護に関する国際条約によって禁止されている。